# 香港の査証政策
香港の査証政策（ホンコンのさしょうせいさく）では、香港特別行政区政府が香港に渡航しようとしている外国人に対して行っている査証（ビザ）政策について記述する。
（2012年3月）現在、一国二制度の原則に基づいて制定された香港特別行政区基本法には、香港特別行政区政府が中国本土とは独立した出入境事務を行うことができると規定されているため、香港返還後の現在でも、香港では中国本土とは別の査証政策が実施されている。
外国人が香港に入境する際、旅券（パスポート）の残存有効期間が滞在日数に1ヶ月を足した日数以上あり、なおかつ後述の国と地域の国籍者については、短期滞在（観光、商用、知人・親族訪問等の滞在で報酬を得る活動をしない場合）に限り、査証免除措置の対象となる。

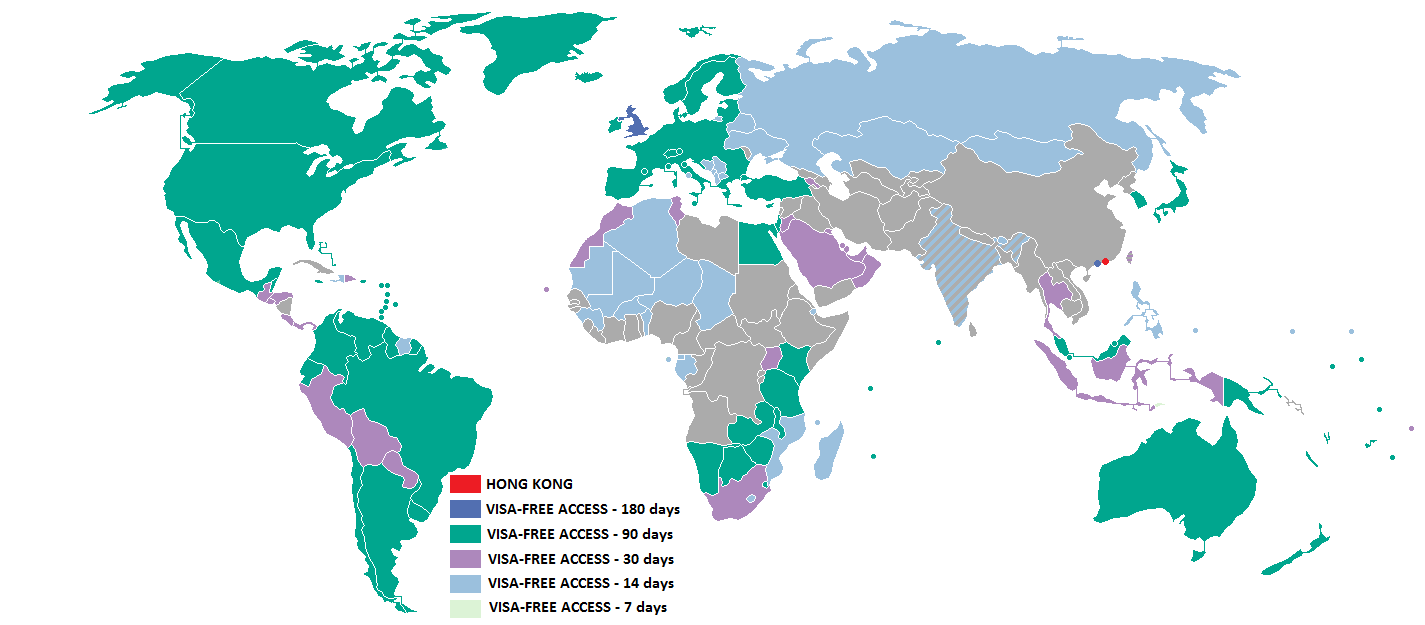
緑色の国が香港特別行政区政府が査証を免除している国である

## 主な査証の種類
- 旅遊簽證（Visit Visa）

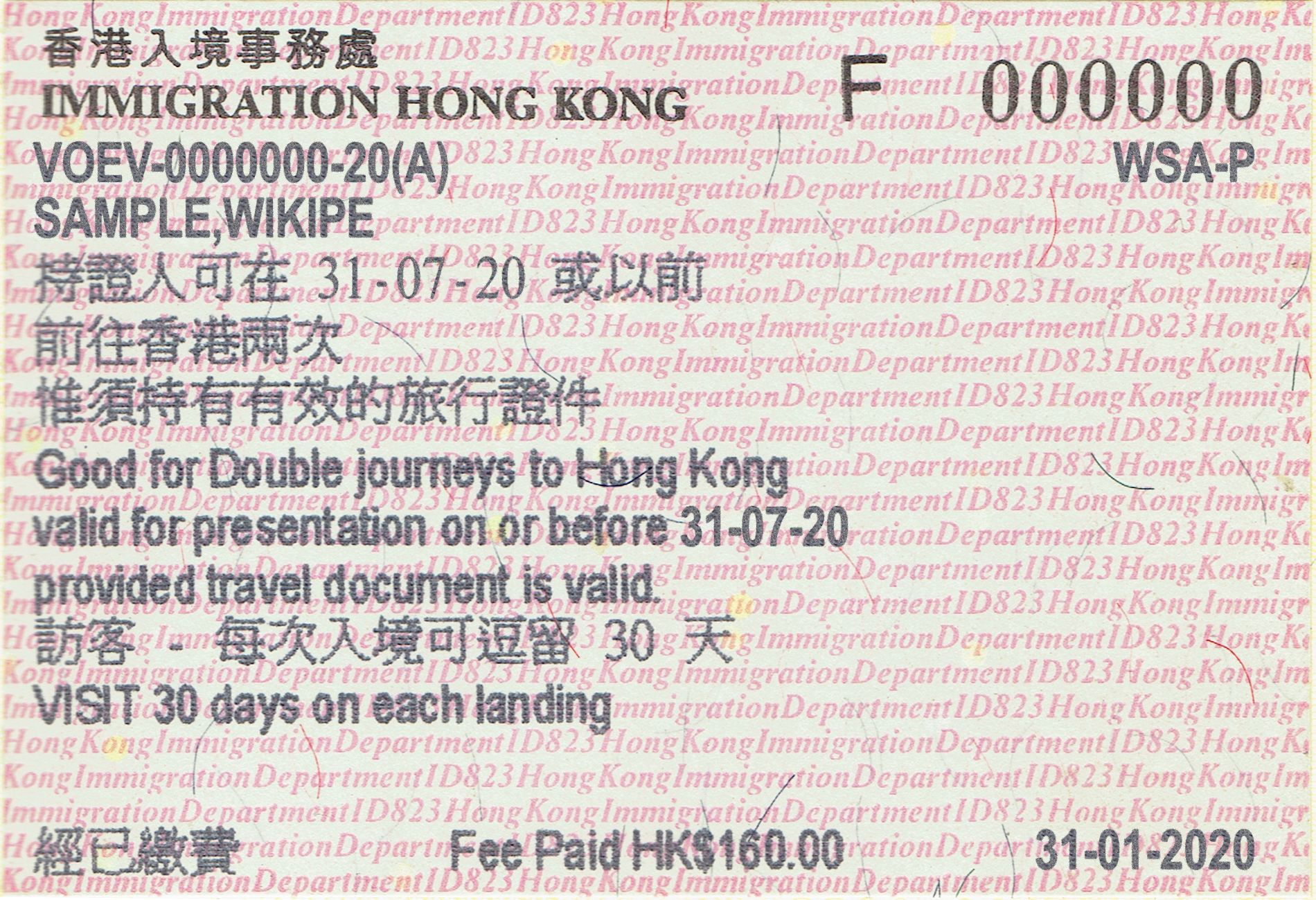
香港ビザ

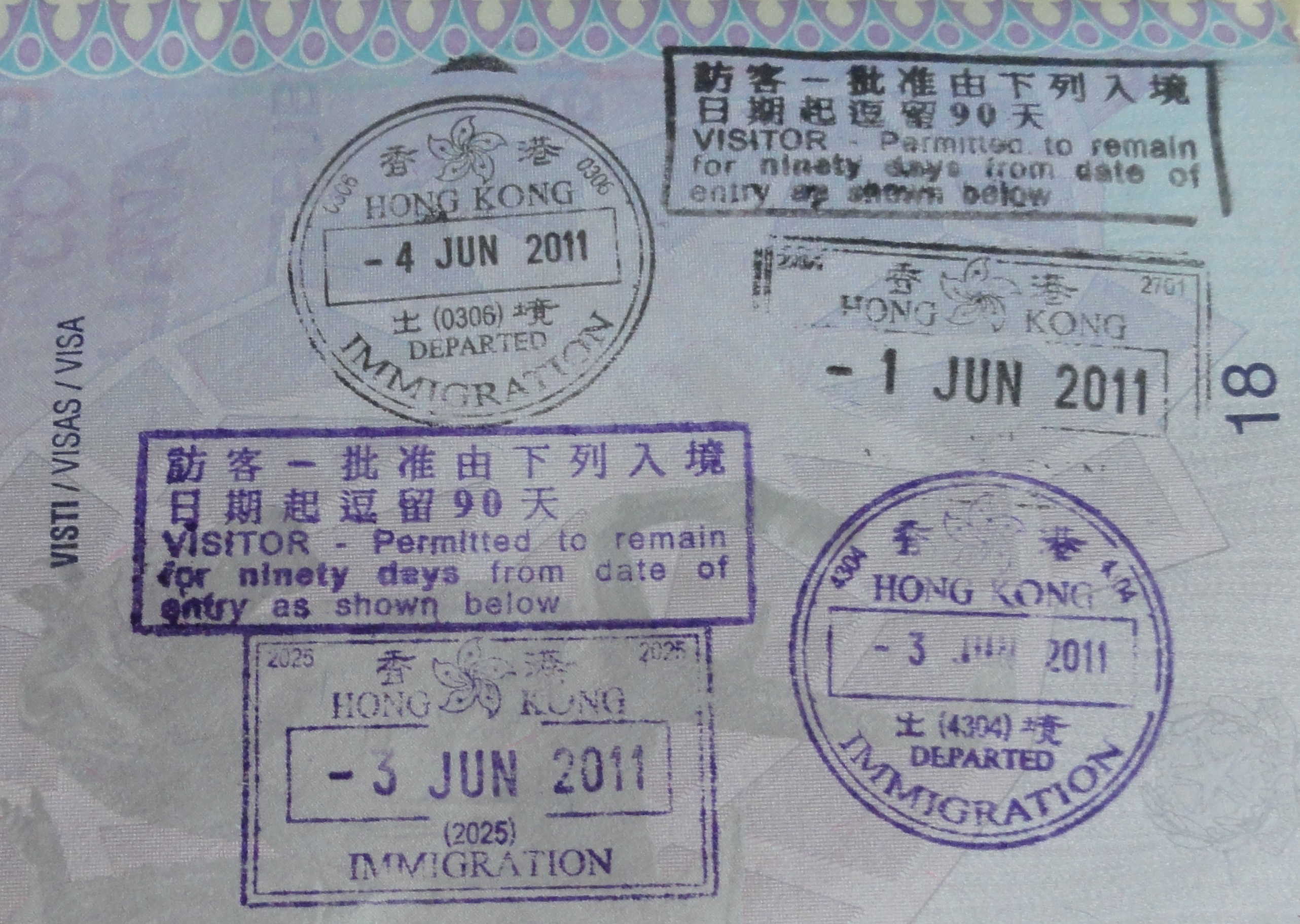
香港の出入国証印

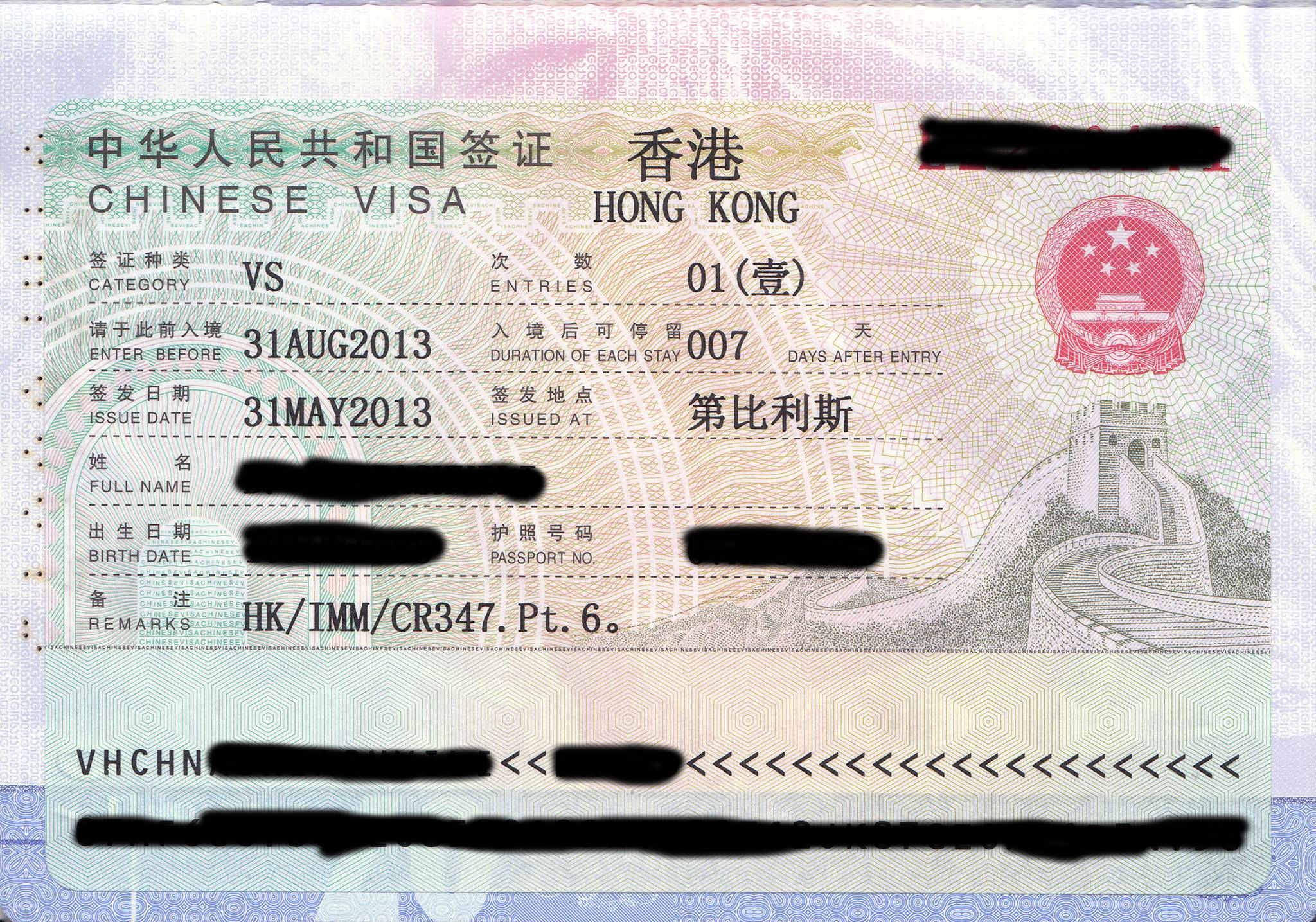
中国の在外公館が代理発行の香港ビザ

  - 短期滞在のための査証。観光、商用、知人・親族訪問など。
- 過境簽證（Transit Visa）
  - 飛行機の乗り継ぎ待ちなどの時に申請する査証。申請には第三国に出境するための航空券等が必要。
- 專業人士來港就業（Employment as Professionals Visa）
  - 香港で働くための査証。いわゆる就労ビザ。
- 投資簽證（Investment Visa）
  - 香港に会社を設立し、香港法人の株主になった人のための査証。
- 就讀簽證（Study Visa）
  - 留学のための査証。アルバイトを含む就労は認められていない。
- 受養人來港居留簽證（Residence as Dependants Visa）
  - 就労ビザを持つ人の扶養家族を香港に呼び寄せるための査証。就労は認められていない。
- 從外國聘用家庭傭工簽證（Employment of Domestic Helpers from Abroad Visa）
- 輸入勞工來港就業簽證（Employment as Imported Workers Visa）
- 工作假期計劃（Working Holiday Scheme）

など。

## 査証免除措置国一覧

### 7日間
- 中国[1]（ただしトランジットの場合に限る）
- マカオ[2]（マカオ特別行政区旅券所持者、及びマカオ特別行政区旅行証所持者。いずれもトランジットで香港を訪問した場合のみ）

### 14日間
36の国と地域が該当する。
| アジア（5） - ブータン - インド - カザフスタン - モンゴル - フィリピン | オセアニア（3） - マーシャル諸島 - ミクロネシア連邦 - パラオ | 中南米（2） - ハイチ - スリナム |

| ヨーロッパ（8） - アルバニア（バイオメトリック・パスポートのみ） - ボスニア・ヘルツェゴビナ - クロアチア - 北マケドニア - ロシア - セルビア（バイオメトリック・パスポートのみ） - ウクライナ - バチカン市国 | アフリカ（19） \| - アルジェリア - ベナン - ブルキナファソ - 中央アフリカ共和国 - チャド - コモロ - ジブチ - 赤道ギニア - ガボン - ギニア \| - ギニアビサウ - レソト - マダガスカル - マリ - モーリタニア - モザンビーク - ニジェール - ルワンダ - サントメ・プリンシペ \| |
| - アルジェリア - ベナン - ブルキナファソ - 中央アフリカ共和国 - チャド - コモロ - ジブチ - 赤道ギニア - ガボン - ギニア                                                                                     | - ギニアビサウ - レソト - マダガスカル - マリ - モーリタニア - モザンビーク - ニジェール - ルワンダ - サントメ・プリンシペ |

### 30日間
26の国と地域が該当する。
| アジア（4） - インドネシア - マカオ（マカオの非永住者用IDカード所持者） - 台湾（台湾居民来往大陸通行証が必要） - タイ | 中近東（8） - バーレーン - ヨルダン - クウェート - オマーン - カタール - サウジアラビア - アラブ首長国連邦 - イエメン | アフリカ（5） - カーボベルデ - モロッコ - 南アフリカ - チュニジア - ウガンダ | オセアニア（1） - サモア | 中南米（8） - ボリビア - コスタリカ - ドミニカ共和国 - エルサルバドル - グアテマラ - ホンジュラス - パラグアイ - ペルー（一般旅券のみ） |

### 90日間
86の国と地域が該当する。
| アジア（6） - ブルネイ - 日本 - マレーシア - モルディブ - シンガポール - 韓国 | 中近東（2） - イスラエル - トルコ |

| ヨーロッパ（35） \| - アンドラ - オーストリア - ベルギー - ブルガリア - キプロス - チェコ - デンマーク - フェロー諸島 - エストニア - フィンランド - フランス - ドイツ - ギリシャ \| - ハンガリー - アイスランド - アイルランド - イタリア - マルタ - モナコ - オランダ - ノルウェー - ポーランド - ポルトガル - ルーマニア - サンマリノ - スロバキア \| - スロベニア - スペイン - スウェーデン - スイス - ラトビア - リヒテンシュタイン - リトアニア - ルクセンブルク - イギリス（イギリス属領市民、イギリス海外市民、イギリス臣民、イギリス保護民） \| | | |
| - アンドラ - オーストリア - ベルギー - ブルガリア - キプロス - チェコ - デンマーク - フェロー諸島 - エストニア - フィンランド - フランス - ドイツ - ギリシャ | - ハンガリー - アイスランド - アイルランド - イタリア - マルタ - モナコ - オランダ - ノルウェー - ポーランド - ポルトガル - ルーマニア - サンマリノ - スロバキア | - スロベニア - スペイン - スウェーデン - スイス - ラトビア - リヒテンシュタイン - リトアニア - ルクセンブルク - イギリス（イギリス属領市民、イギリス海外市民、イギリス臣民、イギリス保護民） |

| アフリカ（12） \| - ボツワナ - エジプト - エスワティニ - ガンビア - ケニア - モーリシャス - マラウイ - ナミビア - セーシェル \| - タンザニア - ザンビア - ジンバブエ \| | オセアニア（9） - オーストラリア - フィジー - キリバス - ナウル - ニュージーランド - パプアニューギニア - トンガ - ツバル - バヌアツ | 北米（3） - カナダ - グリーンランド - アメリカ |
| - ボツワナ - エジプト - エスワティニ - ガンビア - ケニア - モーリシャス - マラウイ - ナミビア - セーシェル                                                              | - タンザニア - ザンビア - ジンバブエ                                                                                                 |                                                |

| 中南米（19） \| - アンティグア・バーブーダ - アルゼンチン - バハマ - バルバドス - ベリーズ - ブラジル - チリ - コロンビア - ドミニカ国 \| - エクアドル - グレナダ - ガイアナ - ジャマイカ - メキシコ - セントルシア - セントビンセント・グレナディーン - トリニダード・トバゴ - ウルグアイ - ベネズエラ \| | |
| - アンティグア・バーブーダ - アルゼンチン - バハマ - バルバドス - ベリーズ - ブラジル - チリ - コロンビア - ドミニカ国 | - エクアドル - グレナダ - ガイアナ - ジャマイカ - メキシコ - セントルシア - セントビンセント・グレナディーン - トリニダード・トバゴ - ウルグアイ - ベネズエラ |

### 180日間
- イギリス（イギリス市民）
- マカオ[2]（有効なマカオ永住者用IDカード所持者、あるいはマカオ居民往来香港特別行政区旅遊証の所持者）

## マカオに関する特例
マカオの住民の場合、マカオ特別行政区旅券所持者、マカオの非永住者用IDカード所持者、マカオ永住者用IDカード所持者でそれぞれ扱いが異なっている。
マカオ特別行政区旅券所持者とマカオ特別行政区旅行証所持者は7日間査証なしで滞在できるが、トランジットの場合のみでしか認められていないため、査証免除を受ける場合は香港入境の前に中国本土以外の第三国に出境する航空券等を用意しておく必要がある。
マカオの非永住者用IDカード（澳門非永久性居民身份證）所持者やマカオ永住者用IDカードを入境審査時に提出しなかったマカオ住民は30日間、有効なマカオ永住者用IDカード（澳門永久性居民身份證）所持者及びマカオ居民往来香港特別行政区旅遊証（澳門居民往來香港特別行政區旅遊證）所持者は180日間査証なしで滞在できる。
なお、ポルトガルのパスポートを所持している者は90日間まで査証なしで滞在できる。

## 中国本土に関する特例
中国本土の国籍者は、前述の通りトランジットで入境する場合のみ7日間査証免除となるが、これは中華人民共和国旅券を利用した場合である。中国本土の国籍者は、この他に往来港澳通行証（双程証）を取得することも可能であり、観光用、商用、親族訪問用など6種類の通行証がある。このうち、観光用は査証なしで7日間香港に滞在することができ、個人旅行用と団体旅行用がある。個人旅行用の通行証は広東省の住民および指定された28都市（上海市、北京市、南京市、蘇州市、無錫市、杭州市、寧波市、台州市、福州市、廈門市、泉州市、天津市、重慶市、成都市、済南市、瀋陽市、大連市、南昌市、長沙市、南寧市、海口市、貴陽市、昆明市、石家荘市、鄭州市、長春市、合肥市、武漢市）の住民のみが申請できる。

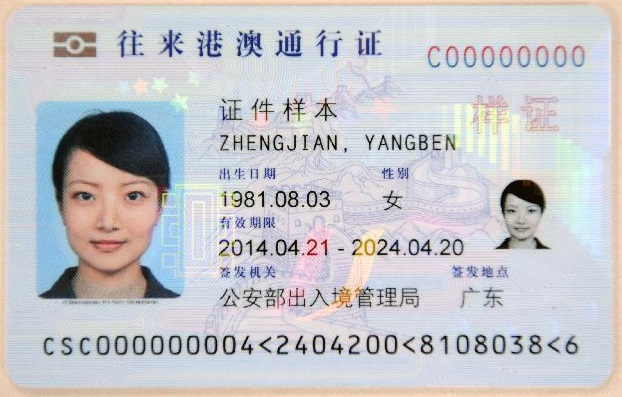
往来港澳通行証

この他に、中国本土に身寄りがなく香港にのみ親族がいる児童や老人など、各種条件にあてはまる者のみが取得できる中華人民共和国前往港澳通行証（単程証）もある。

## 台湾に関する特例
台湾公民は、2009年4月29日より台湾居民来往大陸通行証を所持した者のみ査証なしで30日間香港に滞在することができる。なお、中華民国旅券で渡航した場合、当局に認められた航空会社を経由した入境事務が行われ、入境審査時にビザとは異なる入境許可（Entry Permit）が下りるようになっている。この場合、台湾公民は香港に3ヶ月間査証なしで滞在することができる。

## 脚註
1. ↑  http://www.immd.gov.hk/chtml/hkvisas_9.htm
2. 1 2 3 4 5 6  http://www.immd.gov.hk/chtml/hkvisas_8.htm
3. ↑  http://www.immd.gov.hk/chtml/hkvisas_7.htm#9
4. ↑  http://www.immd.gov.hk/chtml/hkvisas_9.htm#individual_visits
5. ↑  http://www.immd.gov.hk/chtml/hkvisas_12.htm